# Recht oder Unrecht
Recht oder Unrecht, eine 8-teilige ARD-Serie aus der Feder von Robert Adolf Stemmle, war eine Co-Produktion des Südwestfunks mit der Schweizer SRG SSR.

## Inhalt
Nach tatsächlichen Ereignissen wurden Gerichtsverhandlungen von Mordprozessen gezeigt, die jeweils mit eklatanten Fehlurteilen und damit Haftstrafen für die Beschuldigten endeten. Zum Teil erst viele Jahre später kam es durch neue Beweise oder Zeugenaussagen zu Wiederaufnahmeverfahren, aufgrund derer die Angeklagten freigesprochen und rehabilitiert werden konnten.

## Sonstiges
Die sechs geschilderten Fälle wurden in acht Teilen gezeigt, da zwei Fälle (Prozeß Mariotti und Der Fall Hetzel) jeweils in zwei Folgen ausgestrahlt wurden.
Autor Stemmle hatte bereits mit seinen Filmen Affaire Blum (1948) und Gestehen Sie, Dr. Corda! (1955) Justizskandale und Fehlurteile aus der Vergangenheit aufgegriffen. Nach der Ausstrahlung von Recht oder Unrecht erhielt Stemmle zahlreiche Briefe von Inhaftierten, die ihn um Hilfe baten. Allerdings lagen diesen Briefen häufig Missverständnisse zugrunde: Da die Vornamen Stemmles oft lediglich abgekürzt „R. A.“ wiedergegeben wurden, hielten die Menschen ihn für einen Rechtsanwalt.
Alle Folgen wurden zur Hauptsendezeit, allerdings an unterschiedlichen Wochentagen, zwischen September 1970 und Februar 1971 ausgestrahlt. Sie hatten Spielfilmlänge, die beiden Teile Der Fall Hetzel liefen über jeweils 90 Minuten.

## Episodenliste
| Titel                        | Erstausstrahlung CH      | Erstausstrahlung DE     | Regie         | Schauspieler (Auswahl) |
| Der Fall Krumbholz           | 5. Januar 1970           | 30. September 1970      | R. A. Stemmle | Wolf Richards, Lotte Ledl, Erica Schramm, Trude Breitschopf, Heinz Meier, Wolfram Schaerf, Kurt Buecheler, Klaus Münster, Gerhard Schinschke, Jan Aust                                                                                          |
| Prozeß Mariotti              | -                        | 15. u. 17. Oktober 1970 | R. A. Stemmle | Maria Becker, Friedrich Siemers, Wolfgang Spier, O. A. Buck, Alexander May, Ulrich Matschoss, Tilly Lauenstein, Walo Lüönd, Brigitte Mira, Peter Schiff, Ann Höling, Ilsemarie Schnering, Felix Knemöller, Rüdiger Lichti                       |
| Gerechtigkeit für Dettlinger | -                        | 11. November 1970       | Heinz Schirk  | Vadim Glowna, Otto Mächtlinger, Robert Naegele, Karl Hellmer, Manfred Boehm, Sepp Wäsche, Dagmar Biener, Heta Mantscheff, René Scheibli, Aenne Nau, Franz Mosthav, Hans Wyprächtiger, Nikolaus Schilling, Siegfried Lorisch                     |
| Der Schuß                    | -                        | 9. Dezember 1970        | Thomas Fantl  | Wolfgang Büttner, Johanna Hofer, Hans Epskamp, Til Erwig, Karl Georg Saebisch, Eva Brumby, Eva Astor, Friedrich Georg Beckhaus, Georg Hartmann, Addi Adametz, Til Kiwe, Heinz Frölich, Heinz Schimmelpfennig, Margarete Salbach, Peter Dornseif |
| Der Fall Hetzel              | 23. u. 25. November 1970 | 14. u. 16. Januar 1971  | R. A. Stemmle | Claus Eberth, Alfred Schieske, Alexander Hegarth, Rudolf Wessely, Dieter Kirchlechner, Werner Veidt, Dieter Eppler, Conny Palme, Pit Krüger, Wilfried Klaus, Hermann Kiessner                                                                   |
| Der Fall Meinberg            | 11. Januar 1971          | 13. Februar 1971        | R. A. Stemmle | Herbert Stass, Harry Riebauer, Hermann Günther, Fabian Wander, Gert Haucke, Rolf Schimpf, Hans Daniel, Eduard Wandrey, Hans-Jürgen Janza, Wolff Lindner                                                                                         |